# トアルシアン
| 累代        | 代     | 紀       | 世           | 期                     | 基底年代 Mya |
| ----------- | ------ | -------- | ------------ | ---------------------- | ------------ |
| 顕生代      | 新生代 | 新生代   | 新生代       |                        | 66           |
| 顕生代      | 中生代 | 白亜紀   | 後期白亜紀   | マーストリヒチアン     | 72.1         |
| 顕生代      | 中生代 | 白亜紀   | 後期白亜紀   | カンパニアン           | 83.6         |
| 顕生代      | 中生代 | 白亜紀   | 後期白亜紀   | サントニアン           | 86.3         |
| 顕生代      | 中生代 | 白亜紀   | 後期白亜紀   | コニアシアン           | 89.8         |
| 顕生代      | 中生代 | 白亜紀   | 後期白亜紀   | チューロニアン         | 93.9         |
| 顕生代      | 中生代 | 白亜紀   | 後期白亜紀   | セノマニアン           | 100.5        |
| 顕生代      | 中生代 | 白亜紀   | 前期白亜紀   | アルビアン             | 113          |
| 顕生代      | 中生代 | 白亜紀   | 前期白亜紀   | アプチアン             | 125          |
| 顕生代      | 中生代 | 白亜紀   | 前期白亜紀   | バレミアン             | 129.4        |
| 顕生代      | 中生代 | 白亜紀   | 前期白亜紀   | オーテリビアン         | 132.9        |
| 顕生代      | 中生代 | 白亜紀   | 前期白亜紀   | バランギニアン         | 139.8        |
| 顕生代      | 中生代 | 白亜紀   | 前期白亜紀   | ベリアシアン           | 145          |
| 顕生代      | 中生代 | ジュラ紀 | 後期ジュラ紀 | チトニアン             | 152.1        |
| 顕生代      | 中生代 | ジュラ紀 | 後期ジュラ紀 | キンメリッジアン       | 157.3        |
| 顕生代      | 中生代 | ジュラ紀 | 後期ジュラ紀 | オックスフォーディアン | 163.5        |
| 顕生代      | 中生代 | ジュラ紀 | 中期ジュラ紀 | カロビアン             | 166.1        |
| 顕生代      | 中生代 | ジュラ紀 | 中期ジュラ紀 | バトニアン             | 168.3        |
| 顕生代      | 中生代 | ジュラ紀 | 中期ジュラ紀 | バッジョシアン         | 170.3        |
| 顕生代      | 中生代 | ジュラ紀 | 中期ジュラ紀 | アーレニアン           | 174.1        |
| 顕生代      | 中生代 | ジュラ紀 | 前期ジュラ紀 | トアルシアン           | 182.7        |
| 顕生代      | 中生代 | ジュラ紀 | 前期ジュラ紀 | プリンスバッキアン     | 190.8        |
| 顕生代      | 中生代 | ジュラ紀 | 前期ジュラ紀 | シネムーリアン         | 199.3        |
| 顕生代      | 中生代 | ジュラ紀 | 前期ジュラ紀 | ヘッタンギアン         | 201.3        |
| 顕生代      | 中生代 | 三畳紀   | 後期三畳紀   | レーティアン           | 208.5        |
| 顕生代      | 中生代 | 三畳紀   | 後期三畳紀   | ノーリアン             | 227          |
| 顕生代      | 中生代 | 三畳紀   | 後期三畳紀   | カーニアン             | 237          |
| 顕生代      | 中生代 | 三畳紀   | 中期三畳紀   | ラディニアン           | 242          |
| 顕生代      | 中生代 | 三畳紀   | 中期三畳紀   | アニシアン             | 247.2        |
| 顕生代      | 中生代 | 三畳紀   | 前期三畳紀   | オレネキアン           | 251.2        |
| 顕生代      | 中生代 | 三畳紀   | 前期三畳紀   | インドゥアン           | 251.902      |
| 顕生代      | 古生代 | 古生代   | 古生代       |                        | 541          |
| 原生代      | 原生代 | 原生代   | 原生代       |                        | 2500         |
| 太古代      | 太古代 | 太古代   | 太古代       |                        | 4000         |
| 冥王代      | 冥王代 | 冥王代   | 冥王代       |                        | 4600         |
| 1. 2. 3. 4. |        |          |              |                        |              |

トアルシアン（英語: Toarcian）は、1億8270万年前（誤差70万年）から1億7410万年前（誤差100万年）にあたる、ジュラ紀の地質時代の一つ。
名称はフランスのポワトゥー＝シャラント地域圏のトゥアールに由来する。
なお、「トアルス階」「トアルシアン階」という名称があるが、これらは時代を示すものではない。「階」は地層に対して当てられる単位（層序名）であり、層序名「トアルス階」「トアルシアン階」と時代名「トアルス期」「トアルシアン期」は対を成す関係である。詳しくは「累代」を参照のこと。

## 環境
トアルシアン期では炭素循環に重大な停滞が発生し、海洋無酸素事変が発生した。同期に堆積した黒色泥岩では顕生代で最大規模の有機炭素同位体比負異常が確認されている。当時はパンゲア大陸が分裂してそれに伴う Karoo-Ferrar 火成活動が活発化していた時期であり、火成活動とそれによるメタンハイドレートの融解が炭素循環摂動をもたらしたとされる。この海洋無酸素事変に起因する黒色頁岩は日本にも分布しており、愛知県と岐阜県の県境付近に広がる美濃・丹波帯では厚さ60センチメートルもの黒色頁岩層が確認されている。

## 日本において
大分県東部佐伯地域から産出する層状マンガン鉱床は、それに付随するチャート中の放散虫化石から後期三畳紀カーニアンと後期ジュラ紀トアルシアンに堆積したことが判明した。
新潟県蒲原山地足尾帯に分布するジュラ紀の付加体のうち、砕屑岩が卓越する下部ユニットはプリンスバッキアンからトアルシアン/アーレニアン境界までに相当する可能性がある。宮城県本吉郡歌津町と志津川町には下部ジュラ系の志津川層群が分布する。同層群の上部を占める主に砂質泥岩から構成される細浦層からは、ヘッタンギアンからアーレニアンのアンモナイトが産出する。